# Kame

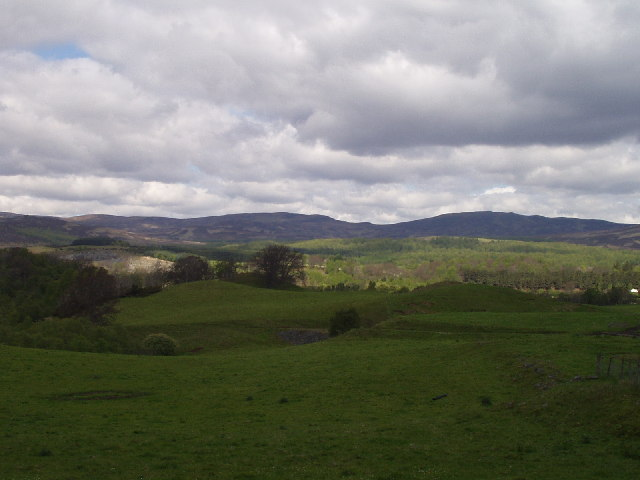
Esempi di kame

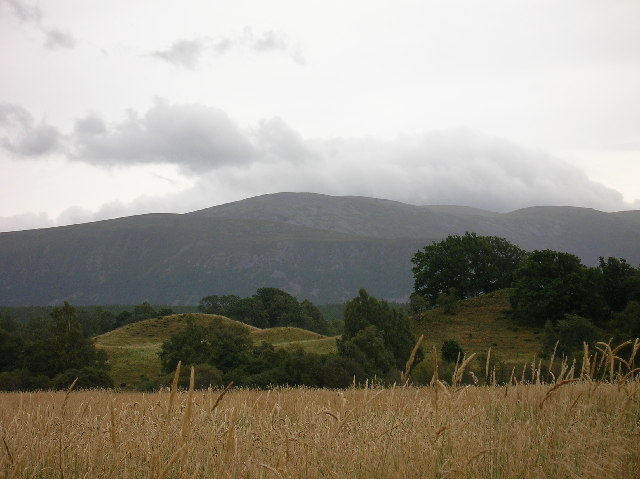
Un kame

Il kame (il termine è di origine gaelica scozzese) è una caratteristica geomorfologica, una collina o monticello di forma irregolare composta da sabbia, ghiaia e tillite che si accumulano nella depressione di un ghiacciaio che si ritira, per poi depositarsi sul terreno con la progressiva fusione del ghiaccio.
Con la fusione del ghiacciaio, l'acqua che scorre trasporta i sedimenti ai laghi glaciali, creando un delta di kame sopra al ghiaccio. Con l'avanzare della fusione del ghiaccio, il delta di kame alla fine collassa sul terreno sottostante.
Il kame è un dosso meno allungato dell'esker e a sommità di solito piatta.

Kame ed altri depositi fluvioglaciali di un ghiacciao che si sta ritirando